# Maskesmachine
Maskesmachine was een Belgische experimentele-folkhopband.

## Geschiedenis
Maskesmachine werd in 2000 opgericht door scenografe Liesbet Swings en sociologe Barbara Van Hoestenberghe. Andere bandleden waren Eva Van Deuren, Dajo De Cauter en Eva Eriksson. In 2004 brengt de band het debuut-ep Plaktang uit. In 2007 volgt in eigen beheer hun eerste en enige volledige album Ge kunt et, met gastoptredens van onder anderen Roland Van Campenhout (gitaar), Tom Theuns (keyboard en zang), Aurélie Borzée (viool) en Marc Egea (draailier). Eva Eriksson had de band toen al verlaten maar deed sporadisch nog mee. Kort na het vertrek van Van Hoestenberghe later in 2007, werd de band ontbonden.

## Bezetting
- Liesbeth Swings, zang - ukulele
- Barbara Van Hoestenberghe, zang - viool
- Eva Van Deuren, zang - percussie
- Dajo De Cauter, zang - basgitaar
- Eva Eriksson, zang - charango, accordeon

## Discografie
- Plaktang, Lowlands Distribution, 2004
- Ge kunt et, Glasbak, 2007